# You've Still Got a Place in My Heart
Albums de George Jones
Jones Country
(1983) Ladies' Choice
(1984)
You've Still Got a Place in My Heart est un album de l'artiste américain de musique country George Jones. Cet album est sorti en 1984 sur le label Epic Records.

## Liste des pistes
| No  | Titre                                 | Durée |
| --- | ------------------------------------- | ----- |
| 1.  | You've Still Got a Place in My Heart  |       |
| 2.  | From Strangers, To Lovers, To Friends |       |
| 3.  | The Second Time Around                |       |
| 4.  | Come Sundown                          |       |
| 5.  | Even The Bad Times Are Good           |       |
| 6.  | I'm Ragged But I'm Right              |       |
| 7.  | Courtin' In The Rain                  |       |
| 8.  | Loveshine                             |       |
| 9.  | Your Lying Blue Eyes                  |       |
| 10. | Learning To Do Without Me             |       |

## Positions dans les charts

### Album
| Chart (1984)                      | Positions |
| --------------------------------- | --------- |
| U.S. Billboard Top Country Albums | 17        |
| Canadian RPM Country Albums       | 11        |

### Singles
| Année | Single                                 | Positions  | Positions   |
| Année | Single                                 | US Country | CAN Country |
| ----- | -------------------------------------- | ---------- | ----------- |
| 1984  | "You've Still Got a Place in My Heart" | 3          | 6           |